# Victor Assis Brasil
Victor Assis Brasil (Rio de Janeiro, 28 de agosto de 1945 — Rio de Janeiro, 14 de abril de 1981), foi um saxofonista brasileiro e um dos mais aclamados instrumentistas do jazz nacional.[carece de fontes?]
Irmão gêmeo do pianista clássico João Carlos Assis Brasil, começou a tocar profissionalmente em 1965, indo depois estudar na Berklee College of Music, Estados Unidos, entre 1969 e 1973. Lá tocou ao lado de Dizzy Gillespie, Jeremy Steig, Richie Cole, Clark Terry, Chick Corea, Ron Carter, Bob Mover entre outros.
Morreu muito jovem, aos trinta e cinco anos, devido a uma doença circulatória rara e grave, a poliarterite nodosa.

## Biografia

### Infância e iniciação musical
Nascido em uma família de classe média do Rio de Janeiro, Victor, desde pequenino, sempre se mostrara interessado por música. Seus familiares, percebendo tal afeição pela arte, sempre o incentivaram e garantiram a ele um ambiente propício a sua educação musical. Cresceu portanto ouvindo boa música, do clássico ao jazz. Seus primeiros instrumentos foram uma gaita e uma bateria, que ganhara ainda criança. Com eles, Victor começou a tocar e a praticar as músicas que ouvia, sempre tendo o jazz como preferência. Mas foi só aos dezessete anos que ganhou de uma tia o instrumento que o consagraria, um saxofone alto.
Um novo mundo se abrira para Victor. Ele realmente gostava de sua gaita, e sempre copiava os solos dos discos de jazz que ouvia. Mas ela era muito limitada, sem recursos. Seu novo instrumento, por outro lado, o saxofone, era o mesmo utilizado pelos seus ídolos. Logo Victor começou a praticá-lo incansavelmente e mesmo sem nunca ter estudado formalmente música, começou a apresentar-se ao público, seja na escola onde estudava ou nas festas dos amigos. Em 1963, faz a sua primeira gravação, amadora, na casa de um amigo. Em 1964 passa a frequentar as boates da zona sul, onde dava "canjas" nas jam sessions, prática comum na década de 60. Sob forte influência da bossa-nova e do jazz, Victor começa a desenvolver-se como um exímio improvisador, tanto que apenas um ano depois já estreava como profissional, na inauguração do "Clube de Jazz e Bossa" em Copacabana.

### Primeiros discos, concursos e estudos no exterior
Em 1966 lança seu primeiro disco pelo selo Forma, o LP Desenhos, aos 21 anos de idade. Surpreendendo pela sua maturidade gravando ao lado de músicos de quilates como Tenório Jr. ao piano, Edson Lobo no baixo e Chico Batera na bateria. Descoberto pelo produtor musical Roberto Quartin, que o levou a sua pequena gravadora para uma série de gravações. Durante as sessões, fortes chuvas caíram sobre a cidade do Rio de Janeiro, permanecendo, assim todos enclausurados e entediados. Muitas pérolas foram criadas e gravadas nesse período de clausura, porém devido a uma goteira no estúdio, algumas acabaram se perdendo, sobrevivendo os temas "Desenhos", "Eugenie", "Devaneio" (todas de Vitor Assis Brasil)" e "Dueto" ( feita por Vitor Assis Brasil e Edson Lobo), esta sem os créditos devidos no LP. Foram intercaladas aos temas as músicas de João Donato, Carlos Lyra, Marcos Valle e Noel Rosa. O long-play é dominado pelo seu estilo despojado, e recheado de fraseados jazzista, que oferece ao ouvinte um delicioso clima "cool" em cada performance. Considerado uns dos melhores discos de samba-jazz (ou bossa nova de vanguarda), foi recebido com muito entusiasmo pela crítica especializada, chegando a ser citado como o "primeiro grande disco de Jazz gravado no Brasil".[carece de fontes?]
Com o intuito de aprimorar seus conhecimentos teóricos e sua técnica começa a estudar com o saxofonista e maestro Paulo Moura. Ainda no mesmo ano viaja para Áustria e participa do Concurso Internacional de Jazz em Viena ganhando o terceiro lugar entre os saxofonistas. Depois do concurso permanece na Áustria estudando por quase um ano. No mesmo período inscreve-se no Festival de Jazz de Berlim, Alemanha, e obtém o título de melhor solista do Festival, além de uma bolsa de estudos na Berklee College of Music, Estados Unidos, considerada uma das melhores escolas de música do mundo.
Volta ao Brasil, antes de ir para a Berklee, e lança seu segundo disco, o LP Trajeto, também sucesso na crítica especializada. Em 1967 e 1968 fez apresentações com quartetos e quintetos, inclusive um importante concerto na Sala Cecília Meirelles do Rio de Janeiro com seu sexteto tocando junto com o Quinteto Villa-Lobos (sopros) e a companhia de dança Sandra Diekens.  O sexteto era formado por Claudio Roditi (trompete), Ion Muniz (sax tenor), Haroldo Mauro Jr., (piano), Ricardo Pereira dos Santos (contrabaixo) e Alfredo Gomes (bateria). Empreendeu turnês por vários estados brasileiros. Seu espetáculo, Calmalmas, era patrocinado pela USIS e consistia em apresentações em teatros, universidades, rádio e TV.

### Graduação naBerklee College of Music: evolução e amadurecimento
Em 1969 viaja para os Estados Unidos e conclui seus estudos no ano de 1973. Durante o período de sua graduação, Victor evolui e amadurece musicalmente. Desponta como um compositor hábil que consegue unir os elementos do Jazz, clássico e MPB fundindo-os com maestria, em uma união quase perfeita entre harmonia e melodia. Em uma de suas férias, em 1970 viaja ao Brasil para gravar mais dois discos, os LP's Victor Assis Brasil toca Antônio Carlos Jobim, lançado no mesmo ano, e Esperanto, lançado em 1974. Ambos os discos, quando lançados, também foram muito bem recebidos pela crítica.

### Regresso ao Brasil
Em 1974 muda-se definitivamente para o Brasil. Retoma sua carreira profissional, empreendendo viagens pelos diversos estados. Grava um disco em concerto, no Teatro da Galeria. Em 1975, a convite da TV Globo, participou da trilha sonora da novela O Grito (telenovela), de Jorge Andrade, para a qual compôs três músicas: Tema em 5/4, Vice-Versa e O Grito (tema de abertura). 
Em 1976 apresenta a composição Suite para Sax Soprano e Cordas, de sua autoria, acompanhado pela Orquestra Sinfônica Nacional da Rádio MEC, sob a batuta do maestro Marlos Nobre. Em 1977 participa dos concertos no Museu de Arte Moderna e na Concha Verde, no Rio de Janeiro. No mesmo ano compõe trilhas sonoras para o cinema e televisão. Em 1978 é o destaque do Festival de São Paulo, deixando plateia, críticos e músicos impressionados.

### Últimos anos e morte
Em 1979 grava seus últimos discos, os LP's Victor Assis Brasil Quinteto e Pedrinho: Victor Assis Brasil Quarteto. Esta fase, que compreende os três anos que antecedem sua morte, é marcada como o ponto alto de sua carreira, onde ele consegue demonstrar mais claramente toda a maturidade de sua musicalidade. É nesta fase também que começam a surgir os problemas de saúde que o levaram à morte.
Por fim, Victor Assis Brasil falece no Rio de Janeiro no dia 14 de abril de 1981, vítima de uma doença circulatória rara e grave, a periarterite nodosa.

## Reconhecimento nacional e internacional
Embora tenha estudado fora do país, Victor consolidou sua carreira profissional no Brasil, mas mesmo sendo um músico consagrado, era mais reconhecido no exterior do que em seu próprio país, e isso lhe doía muito. Apesar de ser aclamado como um mestre em um estilo originalmente americano, o jazz, Victor nunca esquecera suas raízes brasileiras, e sempre as expressou musicalmente seja em suas composições, seja em suas performances. Como músico enfrentou muitas dificuldades financeiras, principalmente porque os brasileiros não têm uma cultura de apreço à música instrumental. Em entrevista à Folha de S.Paulo em junho de 1977, disseː[carece de fontes?]
| “ | É uma barra viver e sobreviver dentro desse esquema a que me propus. É preciso ter peito, garra, passar fome, como eu passei nos Estados Unidos | ” |

.

## Obras póstumas
Após a morte de Victor, sua mãe, Elba, achou duas malas do filho trancadas. Estas malas permaneceram fechadas até que em 1988 dona Elba resolveu entregá-las ao irmão gêmeo de Victor, o pianista João Carlos Assis Brasil. Quando abriu as malas, João teve uma grata surpresa, nelas estavam contidas mais de 400 partituras com composições inéditas. Peças para piano solo, para orquestra, quarteto de cordas, jazz erudito e música popular.

## Discografia
- Desenhos (1966)
- Trajeto (1968)
- Victor Assis Brasil toca Antônio Carlos Jobim (1970)
- Esperanto (1970)
- Victor Assis Brasil Quinteto (1979)
- Pedrinho (1980)
- Luiz Eça e Victor Assis Brasil no Museu de Arte Moderna (lançado em 1991, gravado em 1979)
- Interpreta Tom Jobim (1999)
- Legacy (2002)